# Потайной
Потайной — посёлок в Нехаевском районе Волгоградской области, в составе Родничковского сельского поселения.
Посёлок расположен в Потайной балке (бассейн реки Акишевка) примерно в 14 км северо-восточнее посёлка Роднички.

## История
Основан как посёлок отделения № 1 организованного в период коллективизации совхоза «Роднички». Посёлок 1-го отделения совхоза «Роднички» впервые упоминается в Алфавитном списке населённых пунктов по районам Сталинградской области на 1939 год. По состоянию на 15 апреля 1945 года 1-е отделение совхоза «Роднички» относилось к Паршинскому сельсовету Кругловского района Сталинградской области. В 1947 году посёлок включён в состав Родниковского сельсовета, в 1953 году Родничковский сельсовет был упразднён, населённый пункт — в составе Куличковского сельсовета.
В 1961 году Сталинградская область была переименована в Волгоградскую. Решением облисполкома от 07 февраля 1963 года № 3/55 Куличковский поссовет был включён в состав Нехаевского района. В 1968 году Куличковский сельсовет был переименован в Родничковский. Название Потайной присвоено не ранее 1989 года.

## Население
Динамика численности населения по годам:
| 1989 | 2002 |
| ---- | ---- |
| ≈160 | 80   |

| 2010 |
| ---- |
| 3    |